# Rede Tupi
Rede Tupi de Televisão, nota anche come TV Tupi, è stata un'emittente televisiva brasiliana con sede a San Paolo, nota per essere stata la prima emittente televisiva in tutto il Sudamerica. Nata nel 1950 è stata per quasi trent'anni la prima rete brasiliana per ascolti e telespettatori. TV Tupi cessò le trasmissioni nel 1980 a causa di un fallimento. Sulle sue ceneri sono stati fondati due nuovi network: SBT e Rede Manchete, quest'ultimo già sostituto di Rede Excelsior, che a sua volta è stato sostituito da RedeTV!

## Storia
La Rede Tupi fu la prima emittente televisiva dell'America meridionale, fondata dai Diàros Associados di Assis Chateaubriand. Tra il 18 e il 20 settembre 1950 si ebbero i primi segnali di trasmissione come PRF-3 TV Tupi Saõ Paulo, che si accentuarono nei mesi successivi. Il suo nome si deve alla tribù dei Tupiniquim; infatti il primo logo, utilizzato dal 1950 al 1972, rappresentava un bambino indiano della suddetta tribù. 
Nel 1960 aveva già più di sette stazioni in tutto il Brasile. Nel 1965 nacque la sua principale rivale, Rede Globo. Rede Tupi aveva anche un notiziario: Rede Tupi de Noticias, che aveva tre edizioni alla settimana, in onda la notte in collaborazione con Esso, che fu poi sostituito, negli ultimi tre mesi di trasmissione dal Jornal da Tupi. Fu la seconda emittente brasiliana a trasmettere il colore nel 1974, la prima fu TV Band nel 1972.  
Dopo quasi trent'anni e dopo la morte del fondatore Assis Chateubriand, il network iniziò ad andare in crisi: non riusciva a pagare i salari ai dipendenti, gli ascolti iniziavano a calare e la censura del governo danneggiava di molto la programmazione. Così la stazione di San Paolo di Tupi si avviò alla chiusura, tuttavia il governo dittatoriale brasiliano le rimosse la concessione di trasmissione televisiva, quindi la chiusura fu estesa nazionalmente e Rede Tupi fu costretta a dichiarare fallimento il 16 luglio 1980. Tra il 17 e il 18 luglio iniziò una veglia da parte di dipendenti e telespettatori durata tutta la notte per evitare che almeno la stazione di Rio del canale non fosse chiusa, ma a poco servì: infatti, dopo un lungo e duro dircorso tenuto dai dipendenti nei confronti dell'allora presidente João Figueiredo, verso le 12:35 del 18 luglio, alcuni tecnici della Dentel (Dipartimento nazionale delle telecomunicazioni) sigillarono i trasmettitori al quartier generale di Tupi a Sumaré, San Paolo, decretando la fine di Rede Tupi, che scomparì per sempre dagli schermi televisivi brasiliani, chiudendo con il proprio logo e la scritta "Até breve telespectadores amigos, Rede Tupi" (tradotto in "A presto, amici telespettatori, Rede Tupi"). Le sue frequenze furono cedute a Rede Manchete e a SBT. A oggi la TV Tupi rimane ancora un simbolo nella TV brasiliana e in quella mondiale.

## Loghi
Come già detto in precedenza, il primo logo di TV Tupi fu un bambino della tribù dei Tupiniquim che ebbe però varie rappresentazioni: nei primi anni, quando c’era solo il canale 3 di San Paolo, il logo era racchiuso in una sorta di scudo con sotto la scritta Canal 3. Successivamente nel 1960 la frequenza di San Paolo dovette spostarsi sul canale 4 per via delle interferenze che creava la frequenza numero 2 di TV Cultura, per questo il logo divenne un 4 che fuoriusciva da un cerchio.
Nel 1972, con l’avvento della sperimentazione del colore, TV Tupi cambiò logo: due segmenti ondeggianti che riconducevano alle onde di trasmissione con all’interno tre pallini di colore verde, rosso e blu. Cambiò anche la denominazione, che divenne  Rede Tupi de Televisão.
Nel 1977 Rede Tupi decise di rinnovare la veste grafica, introducendo come logo una girandola verde fatta da vari piccoli segmenti che si intrecciavano fra loro. Questo marchio però era troppo semplice e non competeva di fatto con i loghi delle reti rivali e venne quindi sostituito dopo pochi mesi da una rielaborazione del logo del 1972, dove però i segmenti erano più ristretti e l’ordine dei colori non era più verde-rosso-blu ma rosso-verde-blu.
Infine nel 1978 venne creato l’ultimo logo dell'emittente,  tenuto fino alla chiusura: la famosa T stilizzata colorata con gli stessi colori del logo del 1972. Per festeggiare i trent'anni dell’emittente, nei primi mesi del 1980 la frequenza di Brasilia elaborò una piccola modifica del logo: la T divenne bianca e nera racchiusa in uno schermo televisivo.
| 1950-1972 | 1972 | 1972-1977 | 1978-1980 | 1979-1980 | 1980 |
| --------- | ---- | --------- | --------- | --------- | ---- |